# روبرت مالييت
روبرت ميليت (26 أكتوبر 1969-)، ممثل كندي ومصارع محترف متقاعد. اشتهر بظهوره في اتحاد المصارعة العالمي (WWF) من عام 1997 إلى عام 1999، حيث قدم عروضًا تحت اسم الحلبة كورغان. عُرف أيضًا بأدواره في أفلام مثل 300 (2007)، شرلوك هولمز (2009)، المخلدون (2011)، حافة الهادي (2013)، قرميد القصور (2014)، هرقل (2014)، و ديدبول 2 (2018) .

## وصلات خارجية
- روبرت مالييت على موقع IMDb (الإنجليزية)
- روبرت مالييت على موقع ألو سيني (الفرنسية)
- روبرت مالييت على موقع أول موفي (الإنجليزية)
- روبرت مالييت على موقع قاعدة بيانات الأفلام السويدية (السويدية)
- روبرت مالييت على موقع قاعدة بيانات الفيلم (الإنجليزية)
- روبرت مالييت على موقع كينوبويسك (الروسية)
- روبرت مالييت على موقع CageMatch worker (الإنجليزية)
- روبرت مالييت على موقع عالم المصارعة على الإنترنت (الإنجليزية)
- روبرت مالييت على موقع عالم المصارعة على الإنترنت (الإنجليزية)